# Bill Owens
William F. "Bill" Owens, född 22 oktober 1950 i Fort Worth, Texas, är en amerikansk republikansk politiker. Han var guvernör i delstaten Colorado 1999-2007.